# Manadell
El Manadell, també anomenat Canal o Còrrec del Manadell, és un curs d'aigua de la Catalunya del Nord, a la comarca del Rosselló. Discorre pels termes comunals de Calce, Pesillà de la Ribera, Vilanova de la Ribera i Baó.
Es forma al sud de la comuna de Calce, en el paratge anomenat el Manadell, des d'on s'adreça cap a llevant, en direcció est-sud-est. En una inflexió cap a migdia entra breument dins del terme comunal de Pesillà de la Ribera, per tornar de seguida al de Calce, tot i que al cap de poc torna a fer el mateix. Just al límit d'aquests dos termes amb el de Vilanova de la Ribera s'hi ajunta el Còrrec de la Pedrera.
Des d'aquell punt entra plenament en el darrer d'aquests termes per l'angle nord-oest i hi estén un curs de nord-oest a sud-est, marcant una vall bastant sinuosa que passa pel nord del poble, on, justament, gira cap a llevant fins al límit dels termes comunals de Vilanova de la Ribera i Baó. En aquell punt torna a girar, ara cap al sud, fa de termenal entre els dos darrers termes esmentats i va a abocar-se en la Tet en terme de Baó. La vall d'aquest còrrec es marca de forma clara en el territori pla del Riberal.